# Je te survivrai (film)
Pour l’article homonyme, voir Je te survivrai.
Pour plus de détails, voir Fiche technique et Distribution.
Je te survivrai est un film franco-belge réalisé par Sylvestre Sbille, sorti en 2014.

## Synopsis
Joe, un agent immobilier quadragénaire, à la vie personnelle désastreuse, vit à la campagne et déteste sa vieille et pauvre voisine, Blanche, qui ne l'aime pas non plus. Joe décide de descendre dans le puits qui alimente la pompe de Blanche mais la corde casse et se retrouve seul, uniquement avec une bière et un téléphone qui ne capte pas ! Seule Blanche sait où il est...

## Fiche technique
- Titre : Je te survivrai
- Réalisation : Sylvestre Sbille
- Scénario : Sylvestre Sbille, avec la collaboration de Jean-Baptiste Louis et Emmanuelle Pirotte
- Musique : Stephen Warbeck
- Photographie : Sascha Wernik
- Montage : Stephan Couturier
- Décors : Laurie Colson
- Costumes : Claudine Tychon
- Direction artistique :
- Production : André Logie, Alain Attal et Gaëtan David

Producteur délégué : Xavier Amblard
- Sociétés de production : Panache Productions, Les Productions du Trésor, Tchin Tchin Productions, Mars Films, RTBF, Belgacom
  - avec la participation d'Orange Cinéma Séries, BeTV, KNTV
  - en association avec Wild Bunch, France Télévisions, Sofica Manon 3
  - avec le soutien de la Wallonie et du Centre du Cinéma et de l'Audiovisuel de la Fédération Wallonie-Bruxelles[1]
- Distribution : Mars Distribution
- Genre : comédie
- Durée : 91 minutes[2]
- Pays de production :  Belgique,  France
- Langue originale : français
- Budget : 2 000 000 €[2]
- Format :
- Dates de sortie[3] :
- France : 16 janvier 2014 (Festival international du film de comédie de l'Alpe d'Huez 2014)
  - Belgique : 28 mai 2014
  - France : 28 mai 2014

## Distribution
- Jonathan Zaccaï : Joe
- Ben Riga : Blanche
- Laurent Capelluto : Dardan
- Tania Garbarski : Mimi
- David Murgia : Kevin
- Benoît Bertuzzo : Jean-Bernard
- Margot Ledoux : Carole
- Emma Dupont : Emilie
- Pierre Hendrickx : homme couple
- Michelle Feda : Paulette
- Aylin Yay : la voyante
- Virginie Bustin : employée Paulette
- Sébastien Waroquier : policier Champion
- Manu Coeman : le cycliste

## Production

### Développement
En contemplant un puits dans son jardin, le réalisateur-scénariste Sylvestre Sbille se demande ce qu'il ferait s'il tombait un jour dedans.

### Casting
Renaud Rutten devait à l'origine tenir le rôle de Joe. À la suite d'une blessure, il doit se désister. Jonathan Zaccaï avait d'abord refusé le rôle mais, à la suite de l'abandon d'un film, il accepte finalement le rôle.

### Tournage
Le tournage a eu lieu à Lasne, Waterloo, Linkebeek et Marchienne en Belgique, de mi-septembre à mi-octobre 2013. Le puits a cependant été recréé en studio pour faciliter le tournage. Le restaurant grec se trouve à Bouge, au nord de Namur.

## Distinctions
- Magritte 2015 : Premier film
- Ramdam Festival - édition 2015 : prix du public pour le meilleur film de la catégorie Ramdam (belges) de l'année et prix du film le plus dérangeant de la catégorie Ramdam (belges) de l'année remis par les organisateurs du festival à la suite de l'annulation du festival pour cause de menaces terroristes.

## Critiques
- « Je te survivrai: c'est arrivé près de chez Blanche… », sur lefigaro.fr, 27 mai 2014 (consulté le 16 octobre 2015).
- « « Je te survivrai » : les spectateurs survivront-ils face à tant d’ineptie ? », sur lemonde.fr, 27 mai 2014 (consulté le 16 octobre 2015).
- « « Je te survivrai », une fable drôle et grinçante », sur lesoir.be, 28 mai 2014 (consulté le 16 octobre 2015).
- « Je te survivrai », sur letemps.ch, 27 mai 2014 (consulté le 16 octobre 2015).
- « « Je te survivrai » : Bonne surprise », sur leparisien.fr, 28 mai 2014 (consulté le 16 octobre 2015).
- « Je te survivrai, la critique de Studio Ciné Live », sur lexpress.fr, 27 mai 2014 (consulté le 16 octobre 2015).